# Nervus trochlearis
Nervus trochlearis, også kaldet den fjerde kranienerve eller kranienerve IV, er en motorisk (en somatisk efferent) nerve, som innerverer en eneste muskel: musculus obliquus superior i øjet, der opererer gennem bruskringen trochlea. Denne nerve er den eneste kranienerve, som kommer til syne på hjernestammens bagside (dorsalt). Dette kaldes for dens apparante udspring.